# Рахарам

Рахарам

Рахарам (റകാരം) — буква алфавита малаялам, в интервокальном положении обозначает шумный переднеязычный многоударный альвеолярный дрожащий [ṟ], в удвоенном положении (ററ) — глухой альвеолярный взрывной согласный «Т», в положении после согласного — звонкий альвеолярный взрывной согласный «Д». Акшара-санкхья — 0 (ноль).
Лигатуры: [ṟṟa] записывается как റ്റ = റ + вирама (്) + റ
[nṯa] записывают ൻ + вирама (്) + റ  = ന്റ , причем ൻ состоит из ന + вирама (്) + റ, таким образом в лигатуре റ содержится два раза, отражая звук T.

## Неоднозначность чтения
К. Мали указывает, что написание റ подряд вызывало неоднозначность: в заимствованных словах позиция Т оказывалась неопределенной, а в словах языка малаям буква обозначала звук [ṟ] и чтение получалось контекстно зависимым. Поэтому в современных текстах удвоенное ററ не используется, а റ്റ обозначает звук [ṯṯa] вместо [ṟṟa]. При этом Мали предлагает читать ന്റ как [nda].